# SMS Moltke (1910)
SMS Moltke ↓f1 bio je prvi bojni krstaš klase Moltke njemačke carske mornarice. Ime je dobio po njemačkom feldmaršalu Helmuthu von Moltkeu iz 19. stoljeća. Ulaskom u službu 30. rujna 1911., postao je drugi bojni krstaš u službi carske mornarice.
Zajedno sa sestrinskim brodom SMS Goebenom, predstavljao je uvećanu inačicu već postojećeg krstaša, SMS Von der Tanna. Najveće razlike očitovale su se u većoj oklopnoj zaštiti i dodatnoj kupoli s dva topa. U usporedbi s britanskim rivalima klase Indefatigable, Moltke i Goeben bili su značajno veći i bolje naoružani.
Sudjelovao je u većini velikih akcija koje je njemačka mornarica provela tijekom Prvog svjetskog rata, uključujući bitke kod Dogger Banka i Jutlanda u Sjevernom moru te Zaljev Rige i Operaciju Albion u Baltiku. Više je puta oštećivan tijekom rata: kod Jutlanda je bio pogođen projektilom velikog kalibra dok ga je kasnije britanska podmornica dvaput torpedirala.
Završetkom rata 1918., Moltke je zajedno s većinom drugih brodova Flote otvorenog mora u Scapa Flowu isčekivao odluku Saveznika što učiniti s brodovljem. Kraj je dočekao potapanjem kako ne bi pao u ruke Britanaca. Olupina je 1927. izvučena i poslana u Rosyth na rezanje.

## Razvoj
Odluka da se izradi novi bojni krstaš, dizajnom sličan Von der Tannu no većih gabarita, Ured njemačke mornarice donio je u svibnju 1907.

## Operativna uporaba

### Prije rata
Brod je na porinuću 7. travnja 1910. krstio Helmuth von Moltke mlađi, nećak Helmutha von Moltkea starijeg po kojemu je brod dobio ime. 11. rujna 1911., posada sastavljena od radnika iz brodogradilišta prevezla je brod iz Hamburg u Kiel kroz Skagerrak. 30. rujna pod zapovjedništvom kapetana von Manna ulazi u operativnu uporabu uamjenivši oklopnu krstaricu Roon u Izvidničkoj Jedinici. 
Bio je jedini njemački kapitalni brod koji je posjetio Sjedinjene Američke Države. 11. svibnja 1912. zajedno s lakim krstaricama Stettin i Bremen uputio se iz Kiela prema Hampton Roadsu u koji je stigao 30. svibnja. Sljedeća dva tjedna obilazi istočnu obalu prije povratka u Kiel 24. lipnja.
U srpnju 1912. prati jahtu cara Vilima II na njegovom putu u Rusiju. Po povratku u Njemačku, novim zapovjednikom imenovan Magnus von Levetzow, te Moltke postaje admiralski brod Izvidničkih snaga. Tako je ostao do 23. lipnja 1914. kad je tu ulogu preuzeo novi bojni krstaš Seydlitz. Iako su postojali planovi da se Moltke prebazira na Daleki Istok kako bi zamijenio oklopnu krstaricu Scharnhorst, to se nije ostvarilo jer je u Mediteranu bila potrebna zamjena Goebena. Ni to se nije ostvarilo zbog skorog izbijanja Prvog svjetskog rata.

### Prvi svjetski rat
Kao što je bio slučaj s mnogim njemačkim kapitalnim brodovima tijekom Prvog svjetskog rata, djelovanje Moltkea bilo je donekle ograničeno. Unatoč tome sudjelovao je u većini velikih akcija koje je provela Flota otvorenog mora. Na početku rata dodijeljen je I. Izvidničkoj Grupi pod zapovjedništvom kontraadmirala Franzca Hippera.

#### Bitka kod Helgolandskog zaljeva
Ubrzo nakon izbijanja rata, 28. kolovoza 1914. Moltke je sudjelovao u bitci kod Helgolandskog zaljeva. Tijekom jutra, britanske su krstarice napale njemačke razarače koji su patrolirali zaljevom. U pomoć su im stigle lake krstarice Köln, Strassburg, Stettin, Frauenlob, Stralsund i Ariadne te nanijele tešku štetu britanskim napadačima. Međutim, situacija se promijenila oko 13:37 dolaskom britanskog eskadrona bojnih krstaša pod zapovjedništvom Davida Beattya.
Moltke se za to vrijeme nalazio u Wilhelmshavenu zajedno s drugi brodovima 1. izvidničke skupine. U 08:50, kontraadmiral Hipper traži dopuštenje da pošalje Moltkea i Von der Tann kao pomoć. Iako je Moltke do 12:10 bio spreman za isplovljavanje, oseka i pješčani sprudovi na izlazu iz Jadebusena onemogućili su mu siguran prolaz. U 14:10 oba broda su konačno napustila luku. Petnaest minuta kasnije, preostale lake krstarice - Strassburg, Stettin, Frauenlob, Stralsund, i Ariadne susrele su se s krstašima. Manje od sat vremena kasnije, pridružio im se kontradmiral Hipper na Seydlitzu, dok je u međuvremenu zbog štete iz bitke potonula krstarica Ariadne. Pod Hipperovim vodstvom, brodovi su započeli potragu za dva nestala broda, Mainzom i Köln (koji su također potonuli), prije nego što su se vratili u luku oko 20:23.

#### Bombardiranje Yarmoutha
2. studenog 1914. Moltke je zajedno s Seydlitzom, Von der Tannom, Blücherom i još četiri lake krstarice, isplovio prema engleskoj obali. Dolaskom do priobalnog grada Yarmoutha, otvorili su vatru na gradsku luku i položili minsko polje. Napadačke brodove pokušala je napasti britanska podmornica D-5, no naletjela je na neposredno postavljenu minu i potonula.
Tijekom povratku u vlastitu luku, njemački brodovi su se morali usidriti zbog magle u Helgolandskom zaljevu koja je onemogućavala siguran prolaz. Ne poštujući naredbu, oklopna krstarica Yorck je naletjela na defanzivno minsko polje i potonula. Od gotovo 600 članova posade, spašeno je samo 127.

#### Bombardiranje Scarborougha, Hartlepoola, i Whitbyja
U nadi da će privući i uništiti dio britanske Velike Flote, admiral von Ingenohl naredio je novi napad na englesku obalu. 15. prosinca u 03:20 sata, iz Jadea su pod zapovjedništvom kontraadmirala Hippera isplovili: Moltke, Seydlitz, Von der Tann, Derfflinger, i Blücher zajedno s lakim krstaricama Kolberg, Strassburg, Stralsund, i Graudenz te dvije eskadre torpednih čamaca. Dvanaest sati nakon njihovog isplovljavanja, na put je s zadatakom pozadinske potpore krenula Flota visokog mora sastavljena od 14 drednota, 8 pre-drednota, 2 oklopljene krstarice, 7 lakih krstarica i 54 torpedna čamca.
Četiri mjeseca ranije, njemačka krstarica Magdeburga nasukala se u Finskom zaljevu; zarobila ju je Ruska mornarica i u njoj pronašla knjige sa šiframa koje su proslijeđene kraljevskoj mornarici. Zahvaljujući njima, 14. prosinca Britanci su presreli poruku koja je govorila o planiranom bombardiranju Scarborougha. Budući da su detalji poruke bili nepoznati, pretpostavljalo se da Flota otvorenog mora neće isplovljavati iz svoje luke kao i tijekom prethodnog bombardiranja. U zasjedu Nijemcima uputila su se četiri bojna krstaša potpomognuti sa šest drednota, Trećim eskadronom krstarica i Prvim eskadronom lakih krstarica.
Tijekom noći 15. prosinca, glavni dio Flote otvorenog mora naišao je na britanske razarače. U strahu od mogućeg noćnog torpednog napada, admiral Ingenohol je naredio povlačenje. Kako Hipper nije bio svjestan Ingenohlovog poteza, nastavio je s napadom. Dolaskom do britanske obale, krstaši su se podijelili u dvije grupe. Seydlitz, Moltke, i Blücher su se uputili sjeverno napasti Hartlepool, dok su Von der Tann i Derfflinger krenuli južno napasti Scarborough i Whitby. Tijekom bombardiranja Hartlepoola,  Moltkea je pogodila granata ispaljena iz obalne baterije prouzročivši manju štetu bez ljudskih gubitaka. Do 16. prosinca u 9:45 ujutro, dvije grupe su se ponovno spojile i počele povlačiti istočno.
Iako im je prijetila mogućnost da ih britanski brodovi potpuno okruže, nesporazum u komunikaciji među istima omogućio je njemačkim brodovima siguran bijeg. Nakon povratka u luke, obje strane su bile razočarane učinjenim. Plahi potezi admirala Ingenohla uvelike su mu naštetili ugledu; službena njemačka povijest kritično gleda na njegove poteze jer nije iskoristio svoje lake snage da nanese ozbiljne gubitke britanskoj floti.

#### Bitka kod Dogger Banka
U siječnju 1915. otkriveno je da britansko brodovlje vrši izviđanja na području Dogger Banka. Zbog nedostatka Von der Tanna koji se u to vrijeme nalazio na remontu, Ingenohl je isprva oklijevao s konfrontacijom britanskih brodova. Međutim, nakon što je popustio na nagovor kontraadmirala Richard Eckermanna, naredio je Hipperu da se sa svojim brodovima uputi prema Dogger Banku.

## Fusnote
1. ↑f1  SMS stoji za "Seiner Majestät Schiff", odnosno "Brod Njegovog Veličanstva" na hrvatskome.